# Xian de Jingyuan (Ningxia)
Pour les articles homonymes, voir Jingyuan.
Le xian de Jingyuan (泾源县 ; pinyin : Jīngyuán Xiàn) est un district administratif de la région autonome du Ningxia en Chine. Il est placé sous la juridiction de la ville-préfecture de Guyuan.

## Démographie
La population du district était de 112 167 habitants en 1999.